# 装扮成海神尼普顿的安德烈亚·多里亚肖像
《装扮成海神尼普顿的安德烈亚·多里亚肖像》（意大利语： Ritratto di Andrea Doria in veste di Nettuno ）是意大利画家 布龙齐诺 的一幅布面油画，尺寸为199.5（78.5英寸）乘以149（59英寸） 。绘制于1530 年代或 1540 年代，为私人订制。现藏于意大利米兰的布雷拉画廊 。这幅画恢复了古典雕塑中以裸体展示重要政治人物的惯例，将热那亚共和国海军上将安德烈亚·多里亚装扮成海神尼普顿。 